# هلوت‌ها
هلوت‌ها (یونانی: εἵλωτες) جمعیتی تحت انقیاد (برده‌داری) بودند که اکثریت جمعیت لاکونیا و مسنیا - سرزمین‌هایی که توسط اسپارت اداره می‌شد، را تشکیل می‌دادند. از اروپای دوران باستان در مورد ویژگی‌های دقیق آنها، مانند اینکه آیا آنها یک قبیله یونانی باستان، یک طبقه اجتماعی، یا هر دو را تشکیل می‌دادند، اختلاف نظر وجود داشته‌است. به عنوان مثال، کریتیاس هلوت‌ها را به عنوان «بردگان حداکثری» توصیف می‌کند، در حالی که به گفته پولوکس، آنها موقعیتی (احوال شخصیه) «بین آزادگان (برده‌داری) و برده‌ها داشتند. آنها که به زمین گره خوردند، عمدتاً به عنوان اکثریت در کشاورزی کار می‌کردند و از نظر اقتصادی از شهروندان اسپارت حمایت می‌کردند.